# Candidatura de Unidade Popular
A Candidatura de Unidade Popular (Candidatura d'Unitat Popular em catalão) é um partido político de esquerda e independentista, com atividade na Catalunha e em Valência.

## Organização
A CUP é organizada primordialmente em assembleias locais autónomas ao nível de localidade ou de bairro, onde as decisões são tomadas pelos seus militantes. Essas assembleias podem ter algumas diferenças ideológicas entre si, mas os seus princípios comuns são a independências para a Catalunha (ou para o conjuntos dos chamados "Países Catalães") e uma orientação de esquerda, frequentemente sob a forma do eco-socialismo ou do socialismo libertário. A coordenação entre essas assembleias locais é feitas pelas assembleias territoriais; estas elegem representantes para o Conselho Político, que coordena centralmente o partido.
O órgão máximo de decisão é a Assembleia Nacional, composta por todos os militantes e com poder para decidir os assuntos mais importantes, como as linhas estratégicas, a que eleições concorrer (tradicionalmente as CUP concorrem sobretudo às eleições municipais), alterações aos estatutos, etc.
A estrutura altamente descentralizada do partido resulta da sua defesa do municipalismo: a CUP considera o governo municipal como "as únicas instituições controláveis pelo povo".

## Ideologia
A CUP define-se como "uma organização política baseada em assembleias (...) que trabalha para um país independente, socialista, ecologicamente sustentável, territorialmente equilibrado e desligado de formas de dominação patriarcal".

### "Libertação nacional"
A CUP defende a unidade dos territórios de língua catalã, acreditando que estes devem ter o direito de constituir uma república independente, de acordo com os princípios da auto-determinação. A CUP é também fortemente a favor da língua catalã, considerando que esta deve ser a língua "preferencial e comum" nas zonas onde é tradicionalmente falada. No entanto, o seu programa de 2012 refere as vantagens do multinguismo e encoraja o debate sobre o estatuto que uma Catalunha independente deverá conceder ao castelhano e ao francês.

### Sistema político
A CUP critica os sistemas políticos atualmente em vigor em Espanha e em França, e defende um modelo alternativo assente na democracia participativa. Têm proposto que o público possa decidir sobre assuntos importantes em referendo, e uma das suas sugestões é o estabelecimento da "Iniciativa Popular Revogatória", em que os eleitores possam remover representantes eleitos antes do fim do seu mandato. Como parte da sua defesa do municipalismo, também propõe a criação de uma assembleia de autarcas locais.

### Economia
A CUP refere o seu modelo económico como sendo "socialista". O seu programa preconiza "uma economia planificada e solidária com o objectivo de satisfazer as necessidades do povo", e defende a nacionalização dos serviços públicos e das redes de transportes e comunicações, e a promoção das cooperativas e da autogestão. Também defende a nacionalização dos bancos que recebem ajuda do Estado e considera a dívida pública "ilegítima".

### Ambiente
A CUP é contra a energia nuclear e a favor das energia renováveis. Também defende a proibição dos OGM e a criação de uma "economia ecológica".

### Direitos Civis
A CUP defende o direito de voto a partir dos 16 anos, e a luta contra a discriminação das mulheres e dos LGBT

## Resultados eleitorais

### Eleições legislativas de Espanha

#### Resultados referentes à Catalunha
| Data    | CI. | Votos   | %           | Deputados | Status   |
| ------- | --- | ------- | ----------- | --------- | -------- |
| 11/2019 | 6.º | 244 754 | 6,4 / 100,0 | 2 / 48    | Oposição |

### Eleições regionais da Catalunha
| Data | CI. | Votos   | %           | +/- | Deputados | +/- | Status            |
| ---- | --- | ------- | ----------- | --- | --------- | --- | ----------------- |
| 2012 | 7.º | 126 435 | 3,5 / 100,0 |     | 3 / 135   |     | Oposição          |
| 2015 | 6.º | 337 794 | 8,2 / 100,0 | 4,7 | 10 / 135  | 7   | Apoio parlamentar |
| 2017 | 6.º | 193 352 | 4,5 / 100,0 | 3,7 | 4 / 135   | 6   | Apoio parlamentar |
| 2021 | 6.º | 189 097 | 6,7 / 100,0 | 2,2 | 9 / 135   | 5   |                   |